# Suurjärvi
Suurjärvi eller Suurijärvi är en sjö i Finland. Den ligger i kommunen Ruokolax i landskapet Södra Karelen, i den södra delen av landet, 240 km nordost om huvudstaden Helsingfors. Suurjärvi ligger 87,2 meter över havet. I omgivningarna runt Suurjärvi växer i huvudsak blandskog. Den är 29,88 meter djup. Arean är 94,2 hektar och strandlinjen är 9,96 kilometer lång. Sjön  ingår i Vuoksens huvudavrinningsområde. 